# Лисобикі
Лисобикі (пол. Łysobyki) — село в Польщі, у гміні Тлущ Воломінського повіту Мазовецького воєводства.
Населення — 186 осіб (2011).
У 1975-1998 роках село належало до Остроленцького воєводства.

## Демографія
Демографічна структура станом на 31 березня 2011 року:
|          | Загалом | Допрацездатний вік | Працездатний вік | Постпрацездатний вік |
| -------- | ------- | ------------------ | ---------------- | -------------------- |
| Чоловіки | 96      | 22                 | 65               | 9                    |
| Жінки    | 90      | 16                 | 53               | 21                   |
| Разом    | 186     | 38                 | 118              | 30                   |